# Basileios I
Basileios I de Macedoniër (Grieks: Βασίλειος; Latijn: Basilius) (Thracië, 827 – Constantinopel, 29 augustus 886), was Byzantijns keizer (867 tot 886) van Armeense afkomst en stichter van de Macedonische dynastie (867–1056).
Hij klom geleidelijk op van de boerenschuur naar de troonzaal, dankzij keizer Michaël III, een alcoholist wiens vriendschap en vertrouwen hij won, maar die hij in 867 uit de weg liet ruimen. Daarvoor had hij ook al diens oom Bardas, broer en adviseur van Michaels moeder, keizerin Theodora II, in 866 laten vermoorden. Basileios huwde de langdurige minnares van Michael III, Eudokia Ingerina, met wie hij drie kinderen kreeg. Als keizer was hij berucht vanwege deze intriges, maar hij leverde uitstekend werk, o.m. voor de ontwikkeling van de rechtswetenschap. Zijn Procheiron en Epanagoge bereidden ter zake het terrein voor Leo VI (886-912). Daarnaast luidde hij Byzantiums bloeitijdperk in door een autonomistische kerkelijke politiek. Onder zijn regering kwam de Slavische wereld in de vaste greep van de Byzantijns-christelijke cultuur, onder meer door de missie van Cyrillus en Methodius.
De zogenaamde Macedonische dynastie waar Basileios de grondlegger van was, werd behalve door Leo VI en Constantijn VII vooral bepaald door kundige militairen. Dankzij de problemen bij zijn eeuwige rivalen, kon hij zich toeleggen op de Byzantijnse bezittingen in de Middellandse zee. De Abbasiden in het oosten hadden af te rekenen met de Zanj Opstanden (869-883) en de Bulgaren in het noorden hadden af te rekenen met de Slaven van het Groot-Moravische Rijk (833-893).
Dat gaf de mogelijkheid aan Basileios I het rijksgezag te herstellen op de Dalmatische kust en in Zuid-Italië, waar het Emiraat Bari werd heroverd. Hij breidde daarnaast zijn invloed in Azië uit tot de bovenloop van de Eufraat.
Op 20 augustus 886 werd Basileios I tijdens de jacht het slachtoffer van een bizar ongeval. Een reusachtig, door de jagers in het nauw gedreven hert doorboorde de keizer met zijn gewei; een tak van het gewei bleef haken achter de gordel van de keizer, waardoor hij werd meegesleept. Een bediende zag kans Basileios te bevrijden door zijn riem door te snijden, maar de keizer was reeds dodelijk gewond en overleed negen dagen later aan inwendige bloedingen.
Basileios I werd opgevolgd door zijn 19-jarige zoon Leo VI, in Constantinopel gekroond als heerser van het Byzantijnse Rijk.

## Trivia
Onder de na het tweede iconoclasme herstelde Theotokos in de Hagia Sophia werd de tekst aangebracht: "Deze afbeeldingen, die de bedriegers ooit naar beneden wierpen, hebben vrome keizers weer hersteld". Aangezien het mozaïek werd voltooid tussen 866 en 876, moet dit wel slaan op het keizersduo Michael III en Basileios I, waarvan het gedrag niet onbesproken was en waarvan de een de ander heeft omgebracht.